# Martijn van Nellestijn
Martijn Jacob van Nellestijn (Rhenen, 6 maart 1978) is een Nederlands acteur en filmregisseur.

## Levensloop
Van Nellestijn heeft zich de afgelopen jaren gespecialiseerd in het genre van de Nederlandse kinder- en familiefilms. Van Nellestijn speelt in veel van de door hem geschreven producties zelf een rol. Van Nellestijn produceert zijn films samen met Erik-Jan Slot SRSP Films.
Als toenmalig eigenaar van de lokale televisie-omroep Midland TV zond Van Nellestijn in 2001 voor het eerst een sinterklaassoap uit: Sinterklaas en de gemene secretaresse. In 2002 volgde Sinterklaas en het verdwenen pakhuis en in 2003 Sinterklaas en het Gevaar in de Vallei. Deze laatste serie werd niet alleen door Midland TV uitgezonden, maar ook door onder andere RTV Utrecht. In 2004 werd, in plaats van een soap, een tv-film gemaakt, Sinterklaas en het Geheim van de Robijn. Opvallend aan deze film is dat er veel bekende Nederlanders een kleine rol spelen. Ook werd de film voorzien van een soundtrack van Idols 1-deelnemers Bas en Joël. De gebruikte single, 'Sint is Cool, Piet is Vet...', werd gemaakt in het kader van het 15-jarige bestaan van SiSint. Ook in 2006 werd weer een tv-film gemaakt: Sinterklaas en het Uur van de Waarheid. Deze tv-films werden ook als serie uitgezonden op verschillende lokale tv-stations.
Van Nellestijn schreef onder andere het script voor Het cadeau voor Sinterklaas waar hij ook in 2008 samen met Jette van der Meij in meespeelde en het script voor "Recht zo die gaat", de theatershow van het afscheid van Michiel Kerbosch als Wegwijspiet.
In 2008 bracht Van Nellestijn Sinterklaas en het Geheim van het Grote Boek uit, zijn eerste bioscoopfilm.
In 2009 kwam zijn tweede bioscoopfilm in de bioscopen: Sinterklaas en de Verdwenen Pakjesboot. Van Nellestijn ontving zowel in 2008 als in 2009 de Gouden Film-prijs.
In 2010 verscheen de sinterklaasfilm Sinterklaas en het Pakjes Mysterie van Van Nellestijn. Deze film behaalde de Gouden Film-prijs voor meer dan 100.000 bezoekers.
De film Sinterklaas en het Raadsel van 5 December volgde in 2011.
In de zomer van 2012 kwam Joris en Boris en het Geheim van de Tempel in de bioscoop. Samen met Aram van de Rest verzorgde Van Nellestijn het script en de regie. Daarnaast speelde hij ook de hoofdrol (Joris). Met deze film was Van Nellestijn genomineerd voor de Rembrandt Awards voor beste Nederlandse jeugdfilm.
In 2013 lag de nadruk opnieuw op Sinterklaas en verscheen de film Sinterklaas en de Pepernoten Chaos.
In 2019 werkte Van Nellestijn als uitvoerend producent mee aan de sinterklaasfilm De Brief voor Sinterklaas.

## Filmografie

### Albums
| Album met eventuele hitnotering(en) in de Nederlandse Album Top 100 | Datum van verschijnen | Datum van binnenkomst | Hoogste positie | Aantal weken | Opmerkingen |
| ------------------------------------------------------------------- | --------------------- | --------------------- | --------------- | ------------ | --- |
| Sinterklaas en het geheim van het grote boek                        | 15-10-2008            | 25-10-2008            | 4               | 7            | Goud Van Nellestijn zingt het nummer "Het is zo fijn om lekker slecht te zijn" met Richard de Ruijter als het duo Joris en Boris. |

### Theater
- De Terugkeer van een Dame
- De verjaardag van Joris
- Terug naar Warschau
- De Oude Zoekmachine
- Het Kado voor Sinterklaas